# رز پاپا میل‌لند

رز پاپا میل‌لند (به انگلیسی: Rosa 'Papa Meilland') یکی از رقم‌های رز و از گروه رز دورگه چای است. این رقم در سال ۱۹۶۳ میلادی در فرانسه به وجود آمد. 